# Prompt (variable d'environnement)
 (novembre 2019).
Si vous disposez d'ouvrages ou d'articles de référence ou si vous connaissez des sites web de qualité traitant du thème abordé ici, merci de compléter l'article en donnant les références utiles à sa vérifiabilité et en les liant à la section « Notes et références ».
Dans une interface en ligne de commande, l'utilisateur est invité à saisir des instructions à la suite d'un prompt.
Le prompt est une chaîne de caractères généralement paramétrable affichée par l'interpréteur en début de ligne pour inviter son utilisateur à entrer des instructions.
La plupart du temps, une variable d'environnement ou une simple fonction permettront à l'utilisateur de le modifier.

## Des exemples de prompts

### cmd.exe
Quand on ouvre cmd.exe sous Windows 10, nous avons le prompt qui s'affiche dans l'interpréteur.

Son affichage signifie que l'interpréteur de scripts batch attend des commandes.
```
C:\Users\nomUtilisateurWindows>

```

### Windows PowerShell
Quand on ouvre l'interpréteur PowerShell 5 sous Windows 10, nous avons le prompt qui s'affiche dans l'interpréteur.

Son affichage signifie que l'interpréteur PowerShell attend que l'on entre des instructions textuelles à la suite du > 
```
PS C:\Users\nomUtilisateurWindows>

```

Par défaut, le prompt affiche dans sa chaîne de caractères :
- PS = 'abréviation de PowerShell ;
- C:\Users\nomUtilisateurWindows = le chemin vers le répertoire courant, la localisation dans le système de fichier depuis laquelle nous allons donner des instructions à l'interpréteur, ici depuis le répertoire racine de l'utilisateur courant ;
- > un dernier caractère de délimitation signalant la fin du prompt par convention.